# Astragalus subglaberrimus
Astragalus subglaberrimus är en ärtväxtart som beskrevs av Dieter Podlech och Maassoumi. Astragalus subglaberrimus ingår i släktet vedlar, och familjen ärtväxter. Inga underarter finns listade i Catalogue of Life.